# Oxira barlowi
Oxira barlowi är en fjärilsart som beskrevs av Holloway 1976. Oxira barlowi ingår i släktet Oxira och familjen nattflyn. Inga underarter finns listade i Catalogue of Life.